# 태풍 셜리 (1963년)

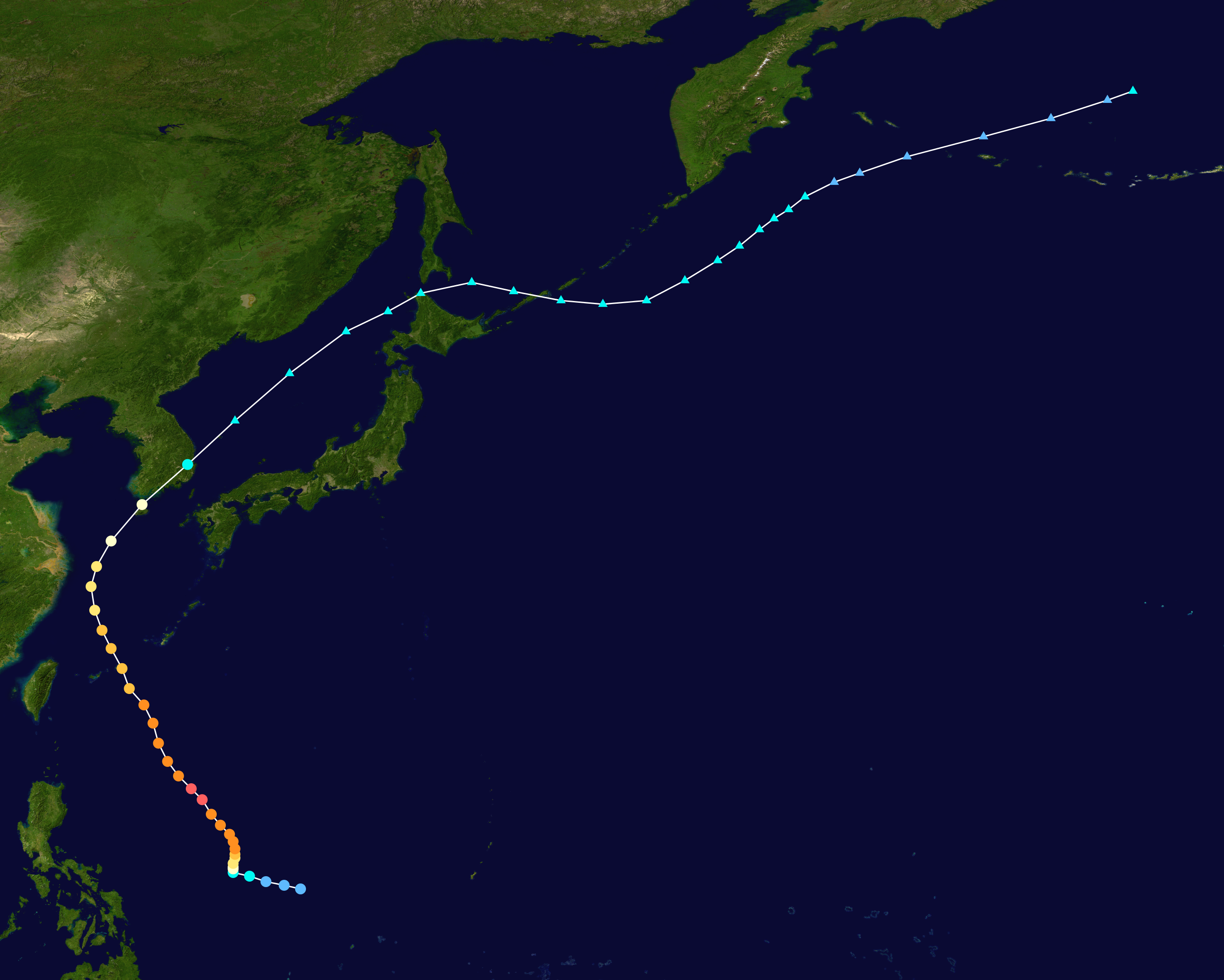
태풍 셜리의 경로

1963년 제4호 태풍 셜리 (SHIRLEY)는 한반도 남해안(전라남도 해안)에 상륙하면서 6월 19일부터 20일 사이 영향을 주었던 태풍이다. 태풍 셜리로 인해 한반도 남부 지방을 중심으로 총 강수량 200mm 이상의 호우와 함께 최대풍속 30m/s 안팎의 강풍이 기록되었다. 많은 피해가 발생함에 따라 집계된 사망·실종자는 110여명에 이르렀다.

## 주요 관측값

### 최저해면기압
- 제주 979.1hPa
- 서귀포 980.6hPa
- 광주 983.1hPa

### 최대풍속
- 여수 32.0m/s
- 부산 29.0m/s
- 울릉도 20.0m/s

### 최대순간풍속
- 부산 39.0m/s
- 울릉도 26.6m/s
- 목포 22.7m/s

### 일최다강수량
- 목포 204.0mm
- 광주 176.0mm
- 여수 157.5mm
- 전주 137.3mm
- 부산 136.6mm

### 총 강수량 (6월 19~20일)
- 여수 228.8mm
- 부산 220.6mm
- 목포 211.2mm
- 울산 195.6mm
- 광주 183.7mm